# Oskar Netzel
Oskar Netzel (* 2007 in Hamburg) ist ein deutscher Kinderdarsteller.

## Leben
Im Jahr 2017 spielte er in Kopfplatzen von Savaş Ceviz (Coronabedingt kam der Film erst im Sommer 2020 in die Kinos).
2019 spielte er in André Erkaus Liebeskomödie Auf einmal war es Liebe und hatte einen Kurzauftritt in einer Tatort-Folge.

## Filmografie (Auswahl)

### Fernsehen
- 2019: Auf einmal war es Liebe
- 2019: Tatort: Das verschwundene Kind
- 2019: SCHULD nach Ferdinand von Schirach (Folge: Der Freund)
- 2020: Tatort: National feminin
- 2020: Helen Dorn: Kleine Freiheit
- 2020: Pohlmann und die Zeit der Wünsche
- 2020: Käthe und ich: Das Adoptivkind
- 2021: Helen Dorn – Wer Gewalt sät

### Kino
- 2019: Kopfplatzen